# Liste der Kulturdenkmäler in Hamburg-Neuengamme
Die Liste der Kulturdenkmäler in Hamburg-Neuengamme enthält die in der Denkmalliste ausgewiesenen Denkmäler auf dem Gebiet des Stadtteils Neuengamme der Freien und Hansestadt Hamburg.
Basis ist der Datensatz Denkmalliste Hamburg auf dem Transparenzportal Hamburg. Dieser enthält alle Objekte, die rechtskräftig nach dem Hamburger Denkmalschutzgesetz vom 5. April 2013 unter Denkmalschutz stehen (§ 6 Abs. 1 DSchG HA) oder zumindest zeitweise standen. Die Denkmalliste steht auch als PDF-Dokument zur Verfügung. Alle Denkmäler in Neuengamme, die schon nach dem Denkmalschutzgesetz vom 3. Dezember 1973, zuletzt geändert am 27. November 2007, unter Denkmalschutz standen, sind auch auf der Liste der Kulturdenkmäler im Hamburger Bezirk Bergedorf zu finden.

## Legende
- ID: Gibt die vom Denkmalschutzamt Hamburg vergebene Objekt-ID (Identifikationsnummer) des Kulturdenkmals an, (in Klammern gegebenenfalls die Denkmalnummer nach altem Denkmalschutzgesetz).
- Adresse: Nennt den Straßennamen und, wenn vorhanden, die Hausnummer des Kulturdenkmals. Die Grundsortierung der Liste erfolgt nach dieser Adresse.
- Art: Zeigt an, ob es ein Objekt („O“) oder ein Ensemble („E“) ist.
- Datierung: Gibt die Datierung an; das Jahr der Fertigstellung bzw. den Zeitraum der Errichtung.
- Ensemble: Gibt die Nummer des Ensembles an, zu der das Objekt gehört, bzw. bei Ensembles die Nummer des Ensembles selbst.

Hinweis: Die Grundsortierung der Liste erfolgt nach der Adresse und ist alternativ nach ID, Art (Objekt oder Ensemble), Typ, Datierung, Entwurf oder Kurzbeschreibung sortierbar.

| ID           | Adresse | Art | Typ                                                                                   | Kurzbeschreibung | Datierung                                                                             | Entwurf           | Ensemble | Bild           |
| ------------ | --- | --- | ------------------------------------------------------------------------------------- | --- | ------------------------------------------------------------------------------------- | ----------------- | -------- | -------------- |
| 25123 (1408) | Achter de Wisch 23 (Lage) | O   | Wohnhaus                                                                              | | 16. Jh.                                                                               |                   |          | BW             |
| 25126 (720)  | Achter de Wisch 27 (Lage) | O   | Wohnhaus                                                                              | | 1820, um                                                                              |                   |          | BW             |
| 29754 (1334) | Achter de Wisch 41 (Lage) | O   | Wohnhaus; Einfriedung                                                                 | Achter de Wisch 41, Wohnhaus und Eisenzaun                                                                                        | 1904/05                                                                               |                   |          |                |
| 25122 (1321) | Achter de Wisch 45 (Lage) | O   | Wohnhaus                                                                              | | 1905                                                                                  |                   |          | BW             |
| 27995        | Achter de Wisch o. Nr. (Lage) | O   | Straßenpflaster                                                                       | Pflaster der Straße Achter de Wisch                                                                                               | 19. Jh., vermutl.                                                                     |                   |          | BW             |
| 31123        | Feldstegel 14, 16, o. Nr., Karkenstegel 5, o. Nr., bei Nr. 5 (Lage) | E   | Kirche; Glockenturm; Friedhof; Wohnhaus; Denkmal; Straßenpflaster                     | Kirche St. Johannis in Neuengamme und Umgebung                                                                                    | 13. Jh.-20. Jh.                                                                       |                   | 31123    | BW             |
| 25120        | Feldstegel 14 (Lage) | O   | Wohnhaus                                                                              | | 20. Jh.                                                                               |                   | 31123    | BW             |
| 38911        | Feldstegel 16 (Lage) | O   | Wohnhaus                                                                              | | 19. Jh.                                                                               |                   | 31123    | BW             |
| 25133 (1380) | Feldstegel 18 (Lage) | O   | Pastorat                                                                              | | 1906                                                                                  | Matthies, Wilhelm |          | BW             |
| 27996 (61)   | Feldstegel o. Nr. (Lage) | O   | Straßenpflaster                                                                       | | 19. Jh., vermutl.                                                                     |                   | 31123    | BW             |
| 27994        | Foortstegel o. Nr. (Lage) | O   | Straßenpflaster                                                                       | | 19. Jh.                                                                               |                   |          | BW             |
| 29753 (1438) | Grote Stegel 4 (Lage) | O   | Wohnhaus                                                                              | Grote Stegel 4, Wohnhaus mit Stallgebäude                                                                                         | 1753                                                                                  |                   |          | BW             |
| 23074 (1413) | Grote Stegel 12 (Lage) | O   | Wohnhaus                                                                              | | 19. Jh., 1. Hälfte                                                                    |                   |          | BW             |
| 31121        | Jean-Dolidier-Weg 39, 43, 45, 47, 61, 63, 65, 75, 107, bei Nr. 39, bei Nr. 39, hinter der Denkmalanlage für die KZ-Opfer, Konzentrationslager Neuengamme, Neuengammer Stichkanal (Lage) | E   |                                                                                       | Konzentrationslager Neuengamme Jean-Dolidier-Weg                                                                                  |                                                                                       |                   | 31121    | BW             |
| 27988        | Jean-Dolidier-Weg 39 (Lage) | O   | Gedenkstätte                                                                          | Dokumentenhaus der Gedenkstätte Konzentrationslager Neuengamme                                                                    | 1981                                                                                  |                   | 31121    | BW             |
| 27987 (754)  | Jean-Dolidier-Weg 39, 107 (Lage) | O   | Konzentrationslager                                                                   | | 1940–1944                                                                             |                   | 31121    |                |
| 27572 (754)  | Jean-Dolidier-Weg 43, 45 (Lage) | O   | Konzentrationslager                                                                   | | 1940–1944                                                                             |                   | 31121    | BW             |
| 27578 (754)  | Jean-Dolidier-Weg 47 (Lage) | O   | Konzentrationslager (Klinkerwerk)                                                     | ehem. Konzentrationslager Neuengamme, Klinkerwerk                                                                                 | 1940–1944                                                                             |                   | 31121    |                |
| 27577 (754)  | Jean-Dolidier-Weg 61 (Lage) | O   | Konzentrationslager (Wohngebäude)                                                     | ehem. Konzentrationslager Neuengamme, „Kommandantenvilla“                                                                         | 1940–1944                                                                             |                   | 31121    | BW             |
| 27576 (754)  | Jean-Dolidier-Weg 63 (Lage) | O   | Konzentrationslager (Garagen)                                                         | Garagen | 1940–1944                                                                             |                   | 31121    | BW             |
| 27581 (754)  | Jean-Dolidier-Weg 65 (Lage) | O   | Konzentrationslager (Garagen)                                                         | Garagen | 1940–1944                                                                             |                   | 31121    | BW             |
| 27580 (754)  | Jean-Dolidier-Weg 75 (Lage) | O   | Konzentrationslager (Häftlingsunterkünfte)                                            | Häftlingsunterkünfte | 1940–1944                                                                             |                   | 31121    | BW             |
| 27575 (754)  | Jean-Dolidier-Weg 107 (Lage) | O   | Konzentrationslager                                                                   | | 1940–1944                                                                             |                   | 31121    | BW             |
| 27573        | Jean-Dolidier-Weg bei Nr. 39 (Lage) | O   | Denkmal                                                                               | Denkmal für die KZ-Opfer in der Gedenkstätte Konzentrationslager Neuengamme                                                       | 1966                                                                                  | Salmon, Francoise | 31121    | BW             |
| 27574        | Jean-Dolidier-Weg bei Nr. 39, hinter der Denkmalanlage für die KZ-Opfer (Lage) | O   | Denkmal                                                                               | Denkmal für die ermordeten Homosexuellen in der Gedenkstätte Konzentrationslager Neuengamme                                       | 1985                                                                                  |                   | 31121    | BW             |
| 27998        | Karkendamm o. Nr. (Lage) | O   | Straßenpflaster                                                                       | | 19. Jh., vermutl.                                                                     |                   |          | BW             |
| 27584 (7)    | Karkenstegel 5 (Lage) | O   | Kirchengebäude; Kirchturm, Glockenturm                                                | Kirche St. Johannis in Neuengamme                                                                                                 | 1306, ab; 1599/1603                                                                   |                   | 31123    |                |
| 27585 (61)   | Karkenstegel bei Nr. 5 (Lage) | O   | Friedhof                                                                              | | 13. Jh., 1. Hälfte; 19. Jh., 2. Hälfte                                                |                   | 31123    | BW             |
| 27586 (61)   | Karkenstegel bei Nr. 5 (Lage) | O   | Denkmal                                                                               | | 1920                                                                                  |                   | 31123    | BW             |
| 27997 (61)   | Karkenstegel o. Nr. (Lage) | O   | Straßenpflaster                                                                       | | 19. Jh., vermutl.                                                                     |                   | 31123    |                |
| 29745 (1232) | Kiebitzdeich 198 (Lage) | O   | Bahnhofsgebäude; Toilettenhaus                                                        | Kiebitzdeich 198, Bahnhofsempfangsgebäude und Toilettenhaus                                                                       | 1922/23                                                                               | Walter, Fritz     |          | BW             |
| 27561 (1496) | Kraueler Hauptdeich nordöstlich von Nr. 261 (Lage) | O   | Grenzstein                                                                            | | 1856 (vermutl.)                                                                       |                   |          | BW             |
| 25132 (1320) | Lütte Stegel 10 (Lage) | O   | Kate                                                                                  | | 1756; 19. Jh., Ende                                                                   |                   |          | BW             |
| 27999        | Lütte Stegel o. Nr. (Lage) | O   | Straßenpflaster                                                                       | | 19. Jh., vermutl.                                                                     |                   |          | BW             |
| 29766        | Neuengammer Hauptdeich 60 (Lage) | O   | Hofanlage (Wohnwirtschaftsgebäude; Scheune)                                           | Neuengammer Hauptdeich 60, Hofanlage mit Wohnwirtschaftsgebäude und Längsdielenscheune                                            | 1861 (Wohnwirtschaftsgebäude und Scheune)                                             |                   |          | BW             |
| 23073        | Neuengammer Hauptdeich o. Nr. (Lage) | O   | Denkmal                                                                               | Denkmal für den Deichbruch von 1771                                                                                               | 1871                                                                                  |                   |          | BW             |
| 25136 (1370) | Neuengammer Hausdeich 19 (Lage) | O   | Kate                                                                                  | | 1854                                                                                  |                   |          | BW             |
| 29757 (950)  | Neuengammer Hausdeich 23 (Lage) | O   | Wohnhaus (Bahnhofsgebäude (nach Umnutzung))                                           | Neuengammer Hausdeich 23, Wohnhaus, Schuppen und Zaun                                                                             | 1921 (Umnutzung)                                                                      |                   |          | BW             |
| 29751        | Neuengammer Hausdeich 27 (Lage) | O   | Kate                                                                                  | Neuengammer Hausdeich 27, Kate und Eisenzaun                                                                                      | 1854                                                                                  |                   |          | BW             |
| 25131 (1384) | Neuengammer Hausdeich 31 (Lage) | O   | Wohnwirtschaftsgebäude                                                                | | 1890                                                                                  |                   |          | BW             |
| 26565 (256)  | Neuengammer Hausdeich 49 (Lage) | O   | Kate                                                                                  | | 1636                                                                                  |                   |          | BW             |
| 25128 (954)  | Neuengammer Hausdeich 57 (Lage) | O   | Hufnerhaus                                                                            | | 1854                                                                                  |                   |          | BW             |
| 25127 (807)  | Neuengammer Hausdeich 77 (Lage) | O   | Kate                                                                                  | | 17. Jh.                                                                               |                   |          | BW             |
| 29749 (257)  | Neuengammer Hausdeich 81 (Lage) | O   | Hofanlage (Wohnwirtschaftsgebäude; Speicher (Turmspeicher))                           | Neuengammer Hausdeich 81, Hofanlage mit Hufnerhaus und Speicher (1580)                                                            | 1580 (Speicher)                                                                       |                   |          | BW             |
| 29765 (1418) | Neuengammer Hausdeich 101 (Lage) | O   | Wohnwirtschaftsgebäude                                                                | Neuengammer Hausdeich 101, Wohnwirtschaftsgebäude und Hofpflasterung                                                              | 1890                                                                                  |                   |          | BW             |
| 29750 (577)  | Neuengammer Hausdeich 157 (Lage) | O   | Hofanlage (Wohnwirtschaftsgebäude; Scheune; Pflaster)                                 | Neuengammer Hausdeich 157, Hofanlage mit Hufnerhaus, Scheune und Hofpflaster                                                      | 17.–19. Jh.                                                                           |                   |          | BW             |
| 25134        | Neuengammer Hausdeich 177 (Lage) | O   | Scheune                                                                               | | 19. Jh.                                                                               |                   |          | BW             |
| 25124 (798)  | Neuengammer Hausdeich 185 (Lage) | O   | Kate                                                                                  | | 1706                                                                                  |                   |          | BW             |
| 31122        | Neuengammer Hausdeich 201, bei Nr. 201 (Lage) | E   |                                                                                       | Neuengammer Hausdeich 201 |                                                                                       |                   | 31122    | BW             |
| 27583        | Neuengammer Hausdeich 201 (Lage) | O   | Wohnwirtschaftsgebäude                                                                | | 1913                                                                                  | Kohpeiß, Hermann  | 31122    | BW             |
| 27560 (1431) | Neuengammer Hausdeich 221 (Lage) | O   | Wohnwirtschaftsgebäude                                                                | | 1881                                                                                  |                   |          | BW             |
| 23075 (1351) | Neuengammer Hausdeich 227 (Lage) | O   | Wohnwirtschaftsgebäude                                                                | | 1473; 1511, um; 19. Jh.; 1880, um                                                     |                   |          | BW             |
| 29747 (1342) | Neuengammer Hausdeich 231 (Lage) | O   | Wohnwirtschaftsgebäude; Einfriedung                                                   | Neuengammer Hausdeich 231, Bauernhaus und Vorgarteneinfriedung                                                                    | 1907/08                                                                               | Ohlrogge, A.      |          | BW             |
| 27563 (610)  | Neuengammer Hausdeich 237 (Lage) | O   | Kate                                                                                  | | 18. Jh.                                                                               |                   |          | BW             |
| 27566 (1343) | Neuengammer Hausdeich 238 (Lage) | O   | Kate                                                                                  | | 17. Jh.                                                                               |                   |          | BW             |
| 29755 (1344) | Neuengammer Hausdeich 241 (Lage) | O   | Wohnhaus; Einfriedung                                                                 | Neuengammer Hausdeich 241, Wohnhaus und straßenseitiger Zaun (1911)                                                               | 1907                                                                                  | Ohlrogge, A.      |          | BW             |
| 29748 (1052) | Neuengammer Hausdeich 245 (Lage) | O   | Hofanlage (Wohnwirtschaftsgebäude; Scheune; Stall; Pflaster)                          | Neuengammer Hausdeich 245, Hofanlage mit Wohnwirtschaftsgebäude, Stallgebäude, Querdielenscheune und Hofpflaster                  | 1585; 1828 (Wohnwirtschaftsgebäude)                                                   |                   |          | BW             |
| 26566 (258)  | Neuengammer Hausdeich 245b (Lage) | O   | Scheune                                                                               | | 1598                                                                                  |                   |          | BW             |
| 29752 (1121) | Neuengammer Hausdeich 249 (Lage) | O   | Schulgebäude; Toilettenhäuschen                                                       | Schule Neuengamme, schulische Nutzung endete 1963, seit 2000 Alten- und Pflegeheim                                                | 1890                                                                                  | Schuback          |          | weitere Bilder |
| 27567        | Neuengammer Hausdeich 251 (Lage) | O   | Kate, Gasthaus                                                                        | | 18. Jh., Ende/19. Jh., 1. Hälfte                                                      |                   |          | BW             |
| 25135 (259)  | Neuengammer Hausdeich 254 (Lage) | O   | Kate                                                                                  | | 16. Jh.; 1653                                                                         |                   |          | BW             |
| 27570        | Neuengammer Hausdeich 263 (Lage) | O   | Wohnhaus                                                                              | | 1912                                                                                  | Wenck, Julius     |          | BW             |
| 27565        | Neuengammer Hausdeich 305 (Lage) | O   | Wohnwirtschaftsgebäude                                                                | | 1903                                                                                  |                   |          | BW             |
| 29746 (261)  | Neuengammer Hausdeich 343 (Lage) | O   | Hufnerhaus; Scheune                                                                   | Neuengammer Hausdeich 343, Bauernhaus und Scheune                                                                                 | 1626                                                                                  |                   |          | BW             |
| 25130        | Neuengammer Hausdeich 363 (Lage) | O   | Wohnhaus                                                                              | | 1881                                                                                  |                   |          | BW             |
| 29762        | Neuengammer Hausdeich 369 (Lage) | O   | Hofanlage (Wohnwirtschaftsgebäude; Scheune; Einfriedung; u. a.)                       | Neuengammer Hausdeich 369, Hofanlage mit Wohnwirtschaftsgebäude (1907/1908), Eisenzaun, Holzscheune (1908), massives Nebengebäude | 1907/08 (Wohnwirtschaftsgebäude); 1908 (Scheune)                                      |                   |          | BW             |
| 25125 (262)  | Neuengammer Hausdeich 413 (Lage) | O   | Hufnerhaus Das Gebäude ist am 18. April 2015 abgebrannt.                              | | 1552                                                                                  |                   |          | BW             |
| 29758        | Neuengammer Hausdeich 421 (Lage) | O   | Hofanlage (Wohnwirtschaftsgebäude; Scheunen; Einfriedung)                             | Neuengammer Hausdeich 421, Hofanlage mit Wohnwirtschaftsgebäude, Längsdielen- und Querdielenscheune sowie Eisenzaun               | 1852 (Wohnwirtschaftsgebäude); 1748 (Längsdielenscheune); 19. Jh. (Querdielenscheune) |                   |          | BW             |
| 25121        | Neuengammer Hausdeich 461 (Lage) | O   | Kate                                                                                  | | 1734                                                                                  |                   |          | BW             |
| 29756        | Neuengammer Hausdeich 473 (Lage) | O   | Wohnhaus; Einfriedung                                                                 | Neuengammer Hausdeich 473, Wohnhaus und straßenseitiges Eisenzäunchen                                                             | 1900, um                                                                              |                   |          | BW             |
| 29760        | Neuengammer Hausdeich 483 (Lage) | O   | Hofanlage (Wohnwirtschaftsgebäude; Scheunen; Tor; Einfriedung; Pflaster)              | Neuengammer Hausdeich 483, Hofanlage mit Wohnwirtschaftsgebäude, zwei Scheunen, Eisenzaun, Hofeinfahrtstor und Hofpflasterung     | 1892/93 (Wohnwirtschaftsgebäude); 1892 (Scheune); 1911 (Scheune)                      |                   |          | BW             |
| 27569        | Neuengammer Hausdeich 495 (Lage) | O   | Wohnhaus                                                                              | | 1750, um                                                                              |                   |          | BW             |
| 27571 (1419) | Neuengammer Hausdeich 511 (Lage) | O   | Wohnhaus                                                                              | | 1887 (vermutl.)                                                                       |                   |          |                |
| 29759        | Neuengammer Hausdeich 527 (Lage) | O   | Hofanlage (Wohnwirtschaftsgebäude; Scheunen; Tor; Einfriedung)                        | Neuengammer Hausdeich 527, Hofanlage mit Wohnwirtschaftsgebäude, Scheune, Fachwerkscheune, Eisenzaun und Tor                      | 1887 (Wohnwirtschaftsgebäude)                                                         |                   |          | BW             |
| 29764        | Neuengammer Hausdeich 597 (Lage) | O   | Hofanlage (Wohnwirtschaftsgebäude; Scheune; u. a.)                                    | Neuengammer Hausdeich 597, Hofanlage mit Wohnwirtschaftsgebäude, massives Nebengebäude und Längsdielenscheune                     | 1928 (Wohnwirtschaftsgebäude)                                                         |                   |          | BW             |
| 29761        | Neuengammer Hausdeich 603 (Lage) | O   | Hofanlage (Wohnwirtschaftsgebäude; Scheunen)                                          | Neuengammer Hausdeich 603, Hofanlage mit Wohnwirtschaftsgebäude (1902), Scheune und massiver Scheune                              | 1902 (Wohnwirtschaftsgebäude)                                                         |                   |          | BW             |
| 27564 (1624) | Neuengammer Hausdeich 649 (Lage) | O   | Kate                                                                                  | | 1769                                                                                  |                   |          |                |
| 27582        | Neuengammer Hausdeich bei Nr. 201 (Lage) | O   | Wohnwirtschaftsgebäude; Wohnwirtschaftsgebäude, Hufnerhaus (Scheune (nach Umnutzung)) | | 1487; 1516; 1567; 1581; 1646, nach; 1700, nach                                        |                   | 31122    | BW             |
| 27559 (1495) | Neuengammer Hausdeich nördlich von Nr. 649 (Lage) | O   | Grenzstein                                                                            | | 1857                                                                                  |                   |          | BW             |
| 29763        | Neuengammer Heerweg 285 (Lage) | O   | Hofanlage (Wohnwirtschaftsgebäude; Scheune)                                           | Neuengammer Heerweg 285, Hofanlage mit Wohnwirtschaftsgebäude und Scheune                                                         | 1912 (Wohnwirtschaftsgebäude); 19. Jh. (Scheune)                                      |                   |          | BW             |
| 27558 (1502) | Neuengammer Hinterdeich o. Nr. (Lage) | O   | Grenzstein                                                                            | | 19. Jh., vermutl.                                                                     |                   |          | BW             |
| 27989        | Neuengammer Stichkanal (Lage) | O   | Kanal                                                                                 | Neuengammer Stichkanal | 1940–42                                                                               |                   | 31121    |                |
| 23072 (1508) | Overwerder Hauptdeich o. Nr. (Lage) | O   | Grenzstein                                                                            | | 19. Jh., vermutl.                                                                     |                   |          | BW             |
| 27568 (263)  | Zwischen den Zäunen 17 (Lage) | O   | Kate                                                                                  | | 17. Jh.; 19. Jh.                                                                      |                   |          | BW             |